# Пинарелло, Чезаре
Чезаре Пинарелло (итал. Cesare Pinarello, 5 октября 1932, Тревизо, Италия — 2 августа 2012, там же) — итальянский трековый велогонщик, двукратный бронзовый призёр Олимпийских игр в Хельсинки (1952)  и Олимпийских игр в Мельбурне (1956) в гонке на тандемах на 2000 м.
На летних Олимпийских играх в Хельсинки (1952) вместе с Антонио Маспесом завоевал бронзовую медаль в соревнованиях тандемов, четыре года спустя в Мельбурне (1956) повторил тот же успех с   успех с Джузеппе Оном. В 1953 г. стал вице-чемпионом мира в спринте.  В 1953 и 1955 гг. побеждал на первенстве Италии в спринте.